# ジョン・サイター
ジョン・サイター（John Seiter、1944年8月17日 - ）は、アメリカ合衆国のドラマー。ミズーリ州セントルイス出身。ヴォーカリストとしても多くのミュージシャンの作品に参加した。
1967年にスパンキー&アワ・ギャングのメンバーとなる。リード・ギタリストのマルカム・ヘイルが1968年10月に急死。グループは翌年解散するが、それまでに3枚のスタジオ・アルバムの制作に関わった。3枚目の『Anything You Choose B/W Without Rhyme Or Reason』ではいくつかの曲でリード・ボーカルを担当した。
1969年、ジョン・バーバータが脱けたあとのタートルズに加入。しかし彼らも翌1970年には解散してしまう。
1971年、5人組のバンド、ローズバッド（Rosebud）を結成。ローズバッド解散後はピーター・ゴールウェイやアズテック・トゥー・ステップ、トム・ウェイツらの作品のレコーディングに参加した。
1976年8月、ファースト・アルバムの録音のために渡米中だった山下達郎とロサンゼルスで会い、『CIRCUS TOWN』のB面のプロデュースを弟のジミー・サイター（Jimmi Seiter）とともに行った。

## 主な参加作品
- スパンキー&アワ・ギャング
  - 『Spanky and Our Gang』（1967年）
  - 『Like to Get to Know You』（1968年）
  - 『Anything You Choose B/W Without Rhyme Or Reason』（1969年）
  - 『Spanky & Our Gang Live』（1970年）
- オデッタ
  - 『Odetta』（1967年）[2]
- タートルズ
  - 『Turtle Soup』（1969年）
- ピーター・ゴールウェイ
  - 『Peter Gallway』（1972年）
- ロブ・ライナー
  - 『Peter & The Wolf: A Contemporary Version In A New Translation』（1972年）[3]
- アズテック・トゥー・ステップ
  - 『Aztec Two-Step』（1972年）
- トム・ウェイツ
  - 『クロージング・タイム』（1973年）
- ジョージ・クリントン
  - 『The George Clinton Band Arrives』（1974年）
- 山下達郎
  - 『CIRCUS TOWN』（1976年）